# 180
Denne side handler om årstallet. For EP'en af Lord Siva, se 180 (EP).
| 180                |
| ------------------ |
| Dødsfald - Fødsler |
|                    |

| Gregoriansk kalender | 180 CLXXX               |
| Ab urbe condita      | 933                     |
| Armensk kalender     | I/T                     |
| Kinesiske kalender   | 2876 – 2877 己未 – 庚申 |
| Etiopisk kalender    | 172 – 173               |
| Jødisk kalender      | 3940 – 3941             |
| Hindukalendere       |                         |
| - Vikram Samvat      | 235 – 236               |
| - Shaka Samvat       | 102 – 103               |
| - Kali Yuga          | 3281 – 3282             |
| Iransk kalender      | 442 BP – 441 BP         |
| Islamisk kalender    | 456 BH – 455 BH         |

## Dødsfald
- 17. marts – Marcus Aurelius, romersk kejser, af Pesten.
- Lukian Græsk filosof